# Вартонов студень

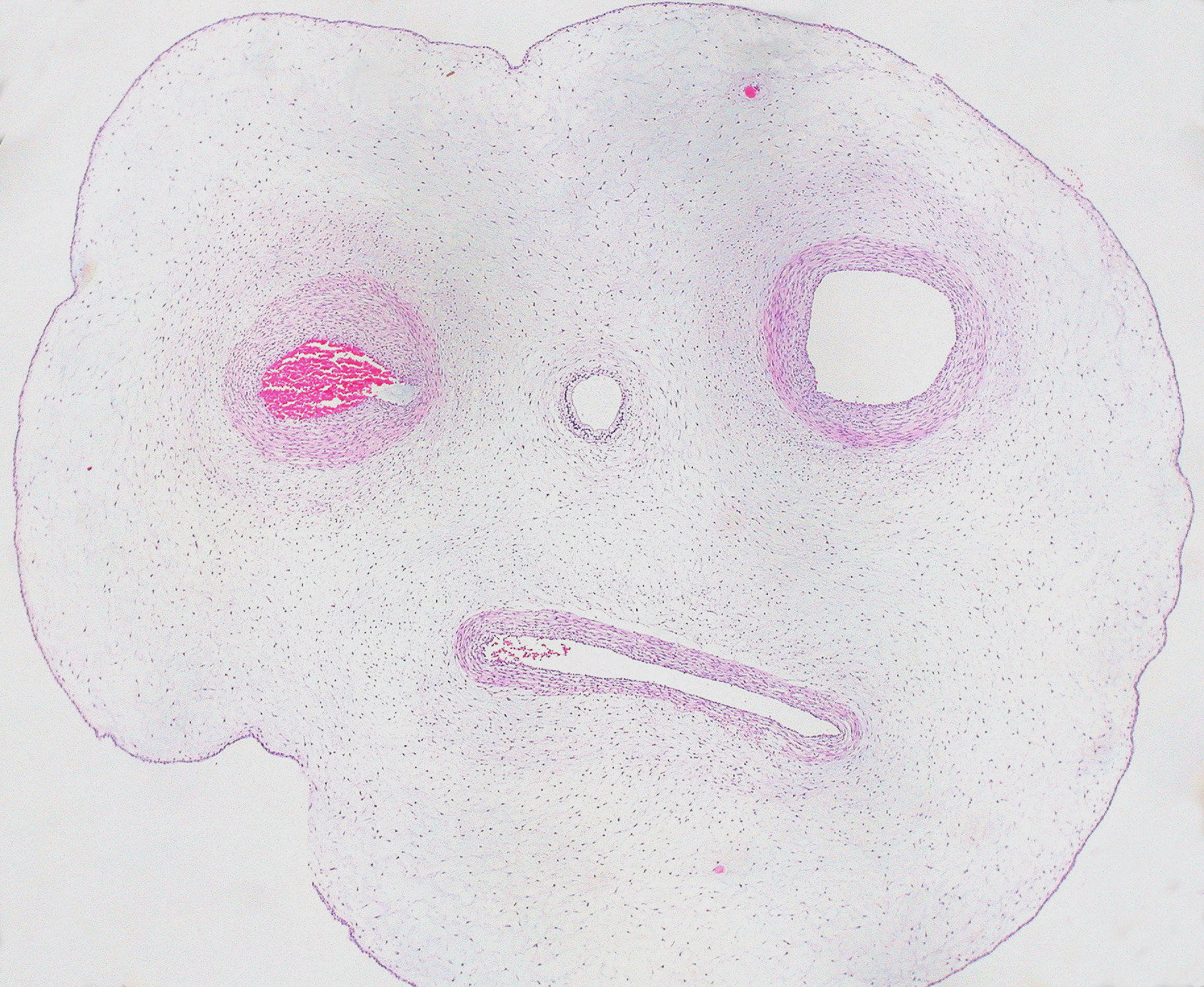
Пуповина (поперечный срез) Вверху справа и слева: пупочные артерии, снизу: пупочная вена, посередине: остатки аллантоиса. Остальное пространство заполнено Вартоновым студнем

Варто́нов сту́день (лат. substantia gelatinea funiculi umbilicalis) — эмбриональная слизистая (студенистая) соединительная ткань, которая образует основную массу пупочного канатика у человека и других млекопитающих.
Назван по имени английского анатома Томаса Вартона (англ. Thomas Wharton; 1610—1673), впервые сделавшего подробное описание строения пуповины в 1656 году в работе Adenographia: sive glandularum totius corporis descriptio.

## Строение
Источником развития Вартонова студня является внезародышевая мезодерма эмбриобласта. Количество студня активно увеличивается с 6-го по 8-й месяц беременности, затем постепенно снижается. Данный тип соединительной ткани не встречается в организме человека после рождения. Ткань характеризуется выраженным основным веществом и содержанием различных клеток, являющихся производными мезенхимы (фибробластов, миофибробластов, гладких миоцитов, которые образуют один дифферон и различаются по способности к биосинтезу виментина, десмина, актина, миозина). Мезенхимальные клетки Вартонова студня могут оказывать иммуномодулирующее действие на лимфоциты.
Клетки Вартонова студня экспрессируют несколько генов стволовых клеток, включая ген, кодирующий теломеразу. Они могут быть извлечены, культивированы и индуцированы, чтобы дифференцироваться в зрелые типы клеток, такие как нейроны, остеобласты, хондробласты и адипоциты. 
Волокнистый компонент ткани выражен слабо. Коллаген IV типа, характерный для базальных мембран, ламинин и ретикулярные волокна образуют губкообразную субстанцию, в которой содержится мало свободных клеток, но большое количество мукополисахаридов (гиалуроновой кислоты, гепарансульфата и хондроитинсульфата). Благодаря способности гиалуроновой кислоты накапливать воду образуется одновременно прочная и упругая тканевая структура Вартонова студня, имеющая желеобразную консистенцию. 
Студень обеспечивает упругость пупочного канатика, предохраняет пупочные сосуды (пупочные артерии и пупочную вену), обеспечивающие кровоснабжение плода, от сдавливаний и механических повреждений, которые неизбежно происходили бы при перегибах и образовании узлов пупочным канатиком. Кроме того, Вартонов студень обеспечивает питание стенок сосудов и осуществляет обмен веществ между кровью плода и амниотической жидкостью. Пупочные артерии и пупочная вена совершают внутри Вартонова студня около 10—11 оборотов на промежутке от плаценты до пупочного кольца плода. В конце периода беременности Вартонов студень около сосудов переходит в волокнистую соединительную ткань из коллагеновых волокон, которые синтезируют фибробласты. Слизистая ткань Вартонова студня близка к ткани, заполняющей стекловидное тело глаза и полость пульпы в молодых зубах.

## Клиническое значение
Существует редко встречающаяся патология — отёк Вартонова студня. Причины патологии не установлены. Иногда возникновения отёка связывают с водянкой плода. Помимо этого, отёк может возникать при гемангиомах пуповины. При ней повышается вероятность риска сдавливания сосудов пуповины, что может приводить к нарушениям кровоснабжения плода. Обычно отёк Вартонова студня выявляется во второй половине беременности. Отёк может охватывать всю пуповину или отдельные её участки. Помимо отёка, к числу патологий Вартонова студня относят мукоидную дегенерацию, сопровождающуюся появлением псевдокист, недоразвитие и констрикцию (коарктацию) пуповины.
Исследование 2015 года показало, что трансплантация ткани Вартонова студня может рассматриваться как стратегия для лечения черепно-мозговых травм.